# Chrysoperla dozieri
Chrysoperla dozieri är en insektsart som först beskrevs av Smith 1931.  Chrysoperla dozieri ingår i släktet Chrysoperla och familjen guldögonsländor. Inga underarter finns listade i Catalogue of Life.